# رودي باول
رودي باول (بالإنجليزية: Rudy Powell)‏ هو عازف كلارينيت أمريكي، ولد في 28 أكتوبر 1907 في نيويورك في الولايات المتحدة، وتوفي بنفس المكان في 30 أكتوبر 1976.

## وصلات خارجية
- رودي باول على موقع ميوزك برينز (الإنجليزية)
- رودي باول على موقع أول ميوزيك (الإنجليزية)
- رودي باول على موقع ديسكوغز (الإنجليزية)